# Оксид празеодима(II)
Оксид празеодима(II) — бинарное неорганическое соединение
празеодима и кислорода
с формулой PrO,
чёрные кристаллы.

## Получение
- Восстанавлление водородом оксида празеодима(III):

{\displaystyle {\mathsf {Pr_{2}O_{3}+H_{2}\ {\xrightarrow {1400^{o}C,ThO_{2}}}\ 2PrO+H_{2}O}}}
- Окисление празеодима под давлением::

{\displaystyle {\mathsf {2Pr+O_{2}\ {\xrightarrow {600-800^{o}C,1.5GPa}}\ 2PrO}}}

## Физические свойства
Оксид празеодима(II) образует чёрные кристаллы
кубической сингонии,

параметры ячейки a = 0,5031 нм, Z = 4
.